# نیکوتینیک اسید آدنین دی‌نوکلئوتید فسفات
نیکوتینیک اسید آدنین دی‌نوکلئوتید فسفات (به انگلیسی: Nicotinic acid adenine dinucleotide phosphate) با فرمول شیمیایی [C۲۱H۲۸N۶O۱۸P۳]+ یک ترکیب شیمیایی با شناسه پاب‌کم ۱۲۳۹۵۳ است. که جرم مولی آن ۷۴۵٫۳۹۸ g/mol می‌باشد. 